# Caldo verde

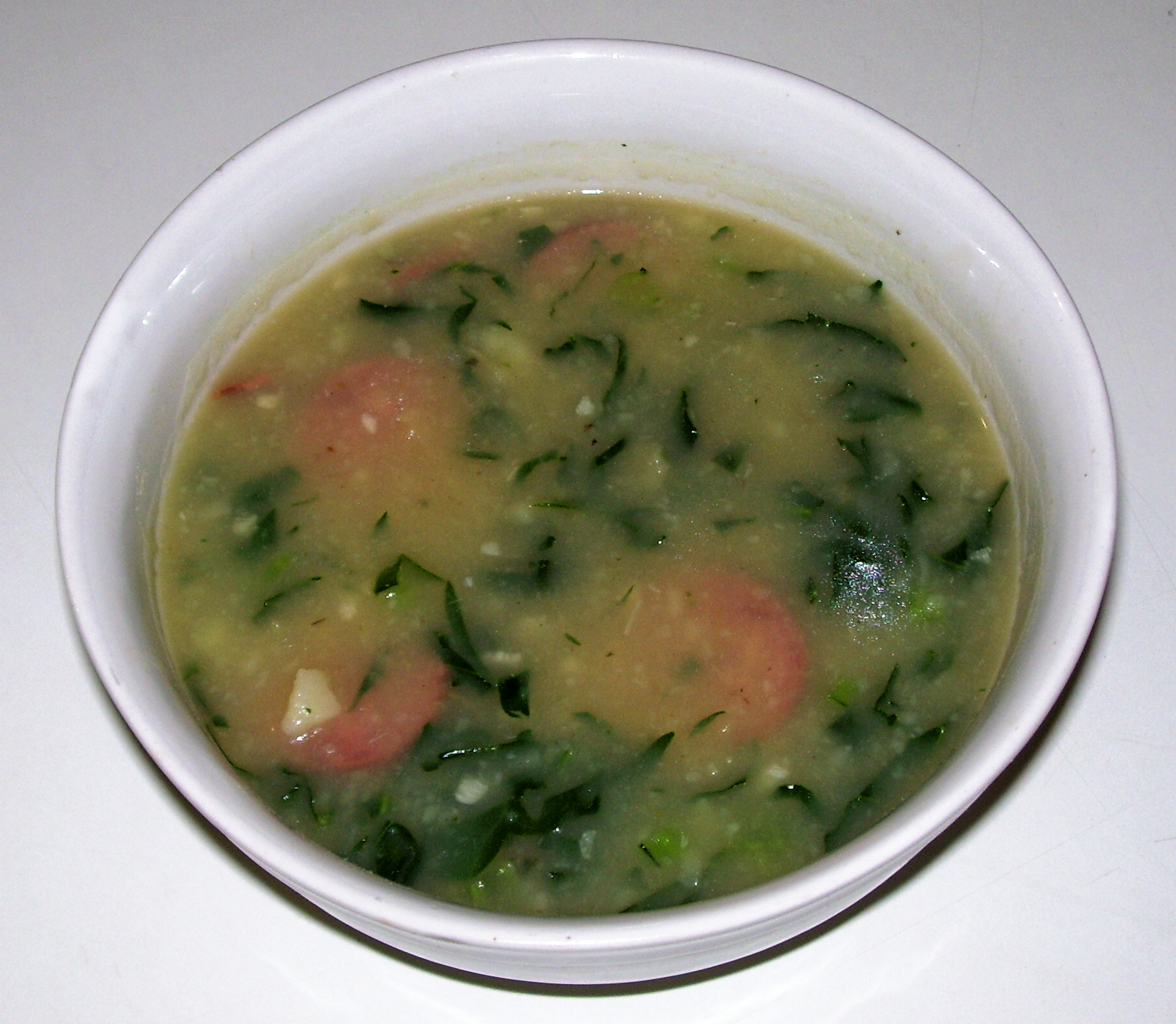
Ein Teller mit Caldo verde

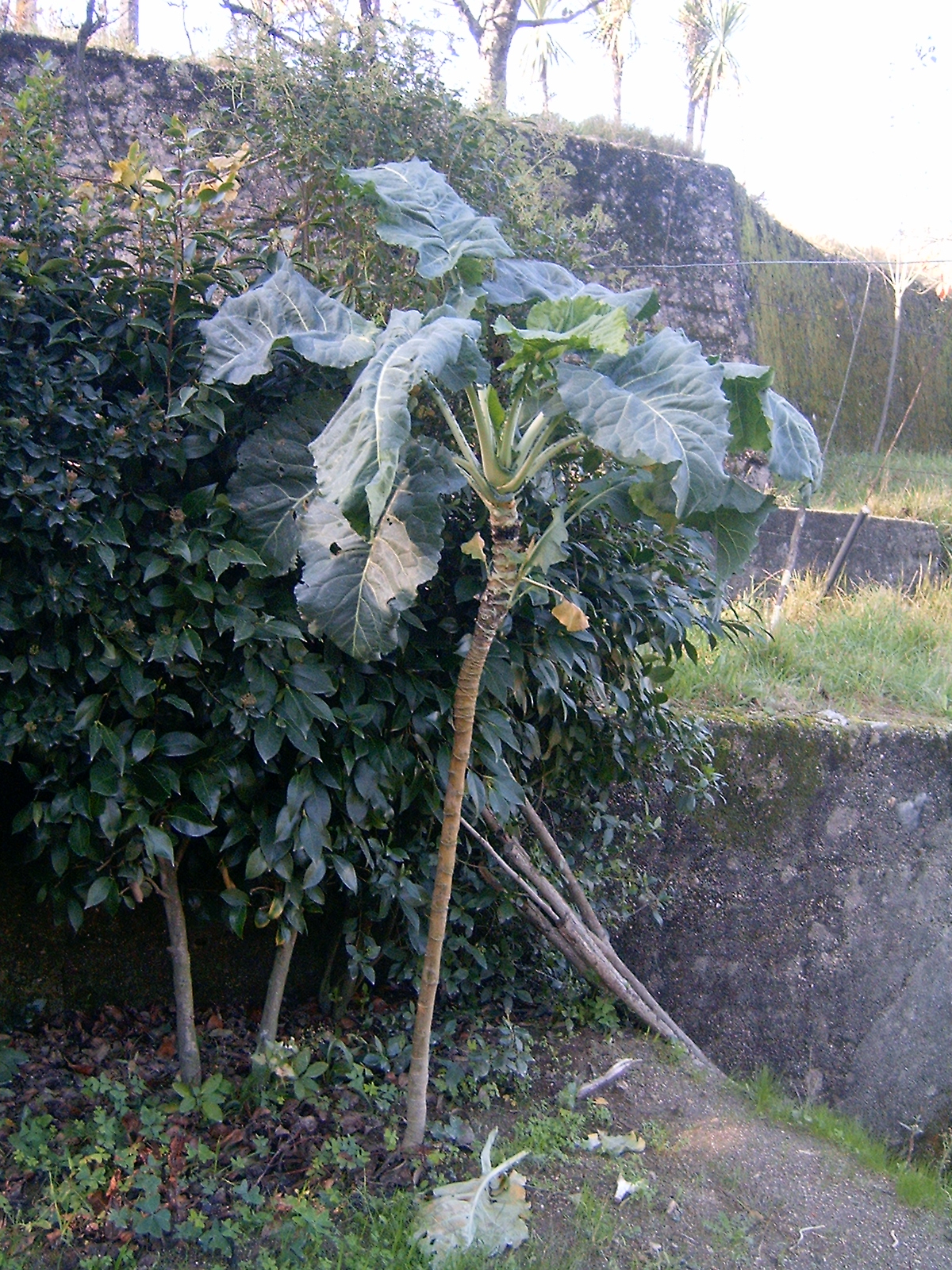
Couve Galega (ex. Brassica oleracea var. acephala DC.)

Unter einer Caldo verde (portugiesisch für „grüne Brühe“) versteht man eine Suppe aus dem Norden Portugals, die zu den Nationalspeisen des Landes gehört. Das Rezept stammt ursprünglich aus der Region Minho zwischen den Flüssen Douro und Minho an der Grenze zu Galicien, aus der auch der Vinho Verde stammt, hat sich aber heute über ganz Portugal verbreitet.
Die Basis ist eine einfache Form der Kartoffelsuppe. Bei der traditionellen Art der Zubereitung werden in einem großen Topf Zwiebeln und Knoblauch angedünstet. Dazu gibt man gewürfelte mehlig kochende Kartoffeln und gießt diese mit reichlich Wasser auf. Bei niedriger Flamme und unter gelegentlichem Umrühren werden die Kartoffeln bei geschlossenem Topf im Wasser schwimmend so lange geköchelt, bis sie sich aufgelöst haben und eine sämige Brühe entstanden ist. Man kann diese Prozedur abkürzen, indem man die weichgekochten Kartoffeln zerstampft.
In dieser Brühe wird ein Chouriço (Schweinswurst) mitgegart, später herausgenommen und in dünne Scheiben geschnitten. Die fertige Suppe wird mit Salz und Pfeffer abgeschmeckt. Dann kommen in feine Streifen geschnittene Blätter des Couve Galega, einer Variante des Palmkohls, in die Suppe, die man nochmals kurz aufkocht. Dabei sollten die Kohlblätter noch etwas Biss behalten. Serviert wird die heiße Suppe dann mit dünn geschnittenen Scheiben der Chouriço, einem kräftigen Schuss Olivenöl und einer Scheibe Broa, dem typischen Maisbrot aus dem Minho.